# Ceramica incisa

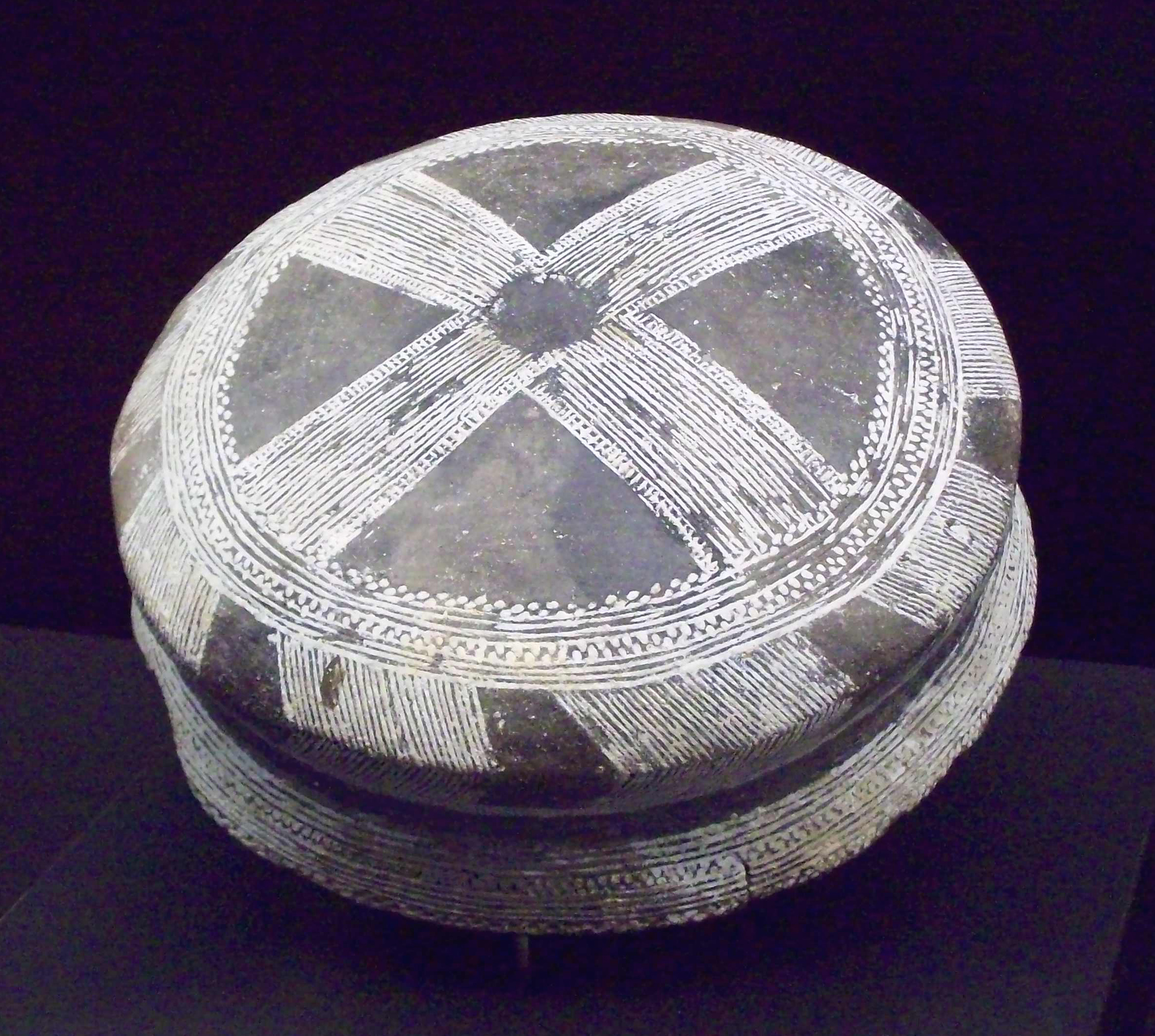
Tegame del complesso di Ciempozuelos, realizzato in ceramica nera, levigata con uno strato di argilla fine e decorata con motivi geometrici incisi riempiti di pasta bianca.

Ceramica incisa si riferisce a quelle opere di ceramica che mostrano esempi di tecnica decorativa realizzata con incisioni nella terracotta ancora tenera. Le sue origini risalgono alla preistoria, dando corpo a un insieme tanto rappresentativo dell'età del bronzo come la ceramica campaniforme o la ceramica cordata, e a oggetti come il vaso di Bronocice. Può apparire mescolata o completata con altri processi di decorazione vascolare, come l'incrostazione, la excisione (o la semi-excisione), la stampa, il rilievo e anche la pittura.

## Tecnica
Tanto il Diccionario de términos de arte di Guillermo Fatás Cabeza e Gonzalo Borrás, come il Diccionario de términos cerámicos y de alfarería di Antonio Caro Bellido, seguendo Manuel Gómez-Moreno, definiscono le tecniche di incisione come l'insieme di «tagli o intagli» realizzati premendo o fendendo l'argilla prima di cuocerla, quando «si trova a un punto di aerazione». Si utilizzano punzoni e altri attrezzi primitivi, oltre alle proprie dita. L'incisione si può differenziare in V (incisa) o in U (scanalata), a seconda che sia la punta del punzone affilata o smussata.
Nel suo manuale su Cacharrería popular (Ceramica popolare), Natacha Seseña descrive questa tecnica decorativa realizzata inizialmente con le unghie od oggetti appuntiti (avorio, canne, bastoncini) e utensilerie posteriori più sofisticate benché elementari, come «pettini, spatole o rotelline». Seseña la considera tecnica comune a tutti i ceramisti del mondo, per la sua semplicità, che evolvettero da temi elementari e irregolari a composizioni ritmiche e immaginative. Anche per Luis María Llubiá la decorazione è ottenuta come risultato di grattare il pezzo già "ingobbiata" o dipinta.

## Tipologia

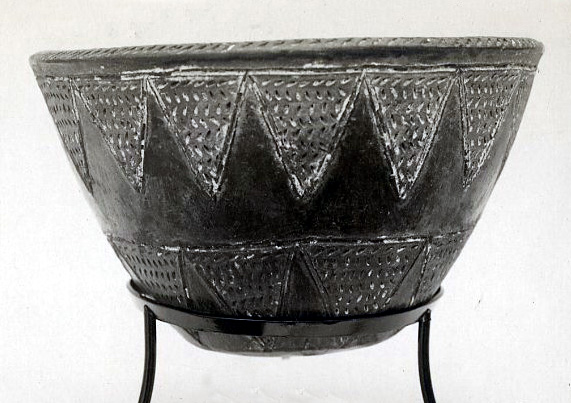
Ceramica nera incisa egizia del periodo predinastico
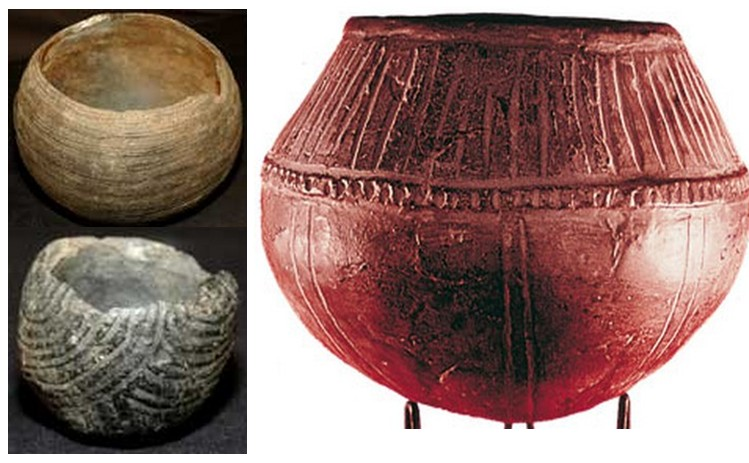
Ceramica auarita precolombiana di La Palma (Canarie)
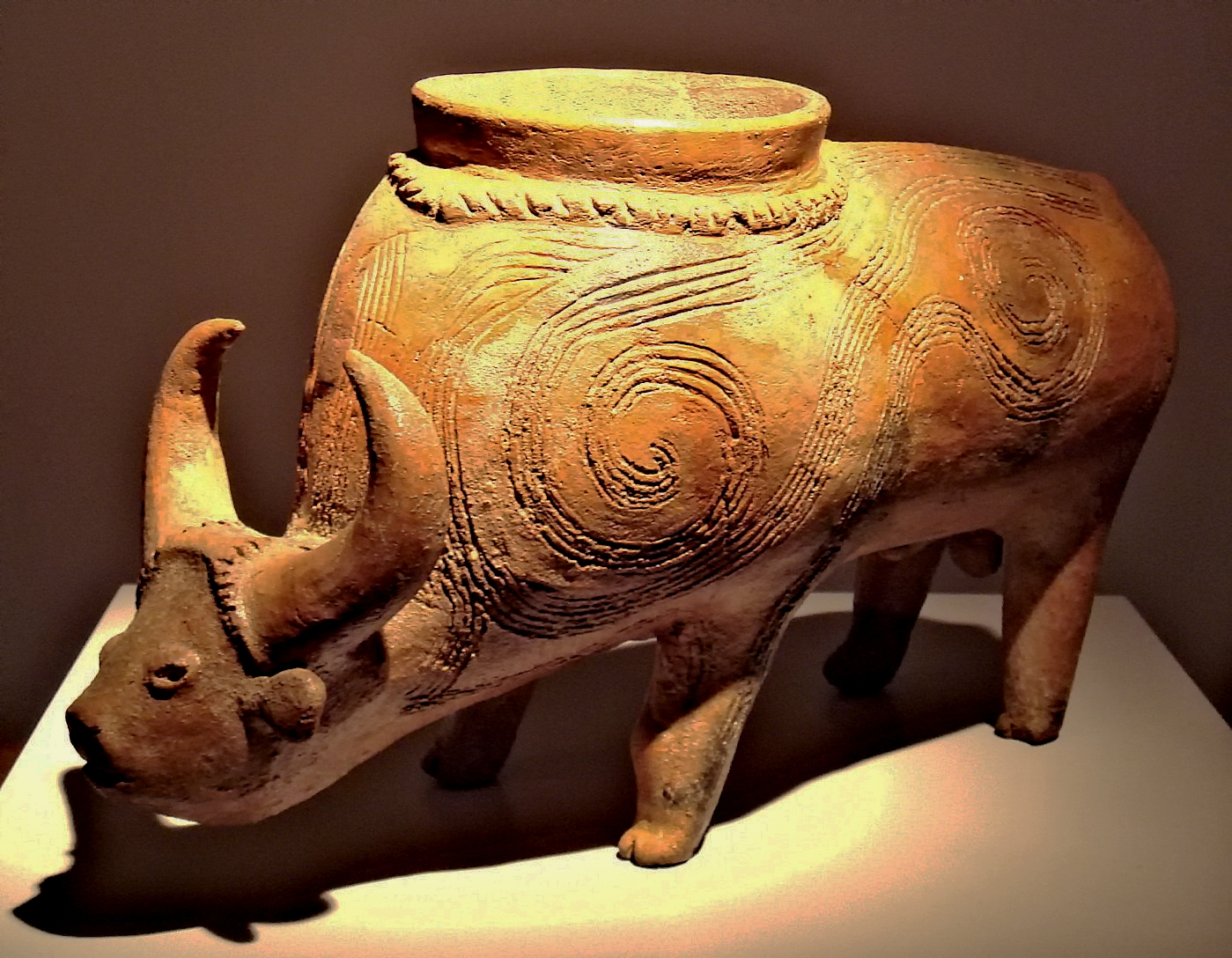
Terracotta thailandese datata intorno al secolo XXIV a. C.
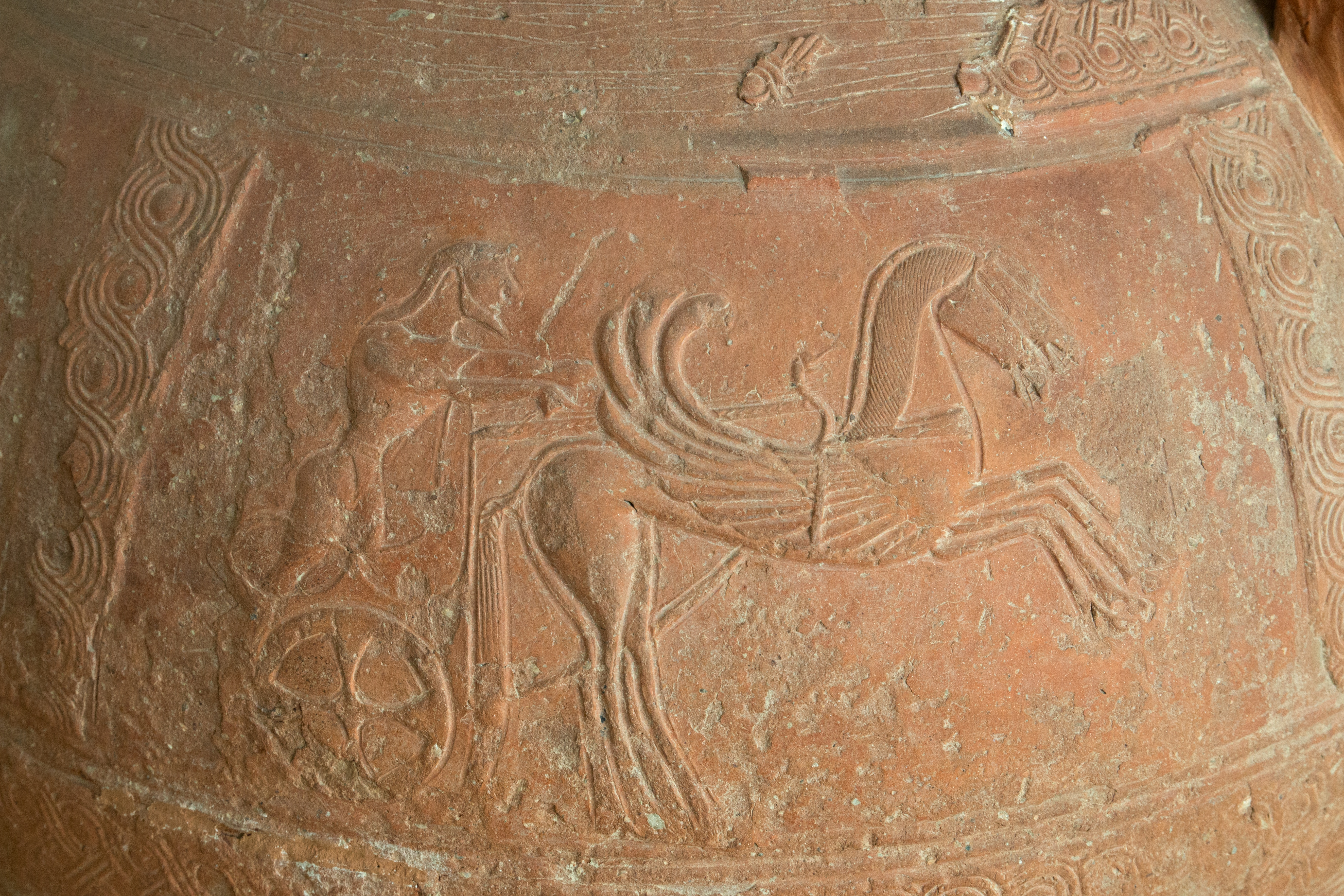
Dettaglio di decorazione incisa e in relievo, in un pithos cicladico del secolo VII a. C.